# Holger Pfandt
Holger Pfandt (Düsseldorf, 17 febbraio 1963) è un giornalista tedesco.
Dal 2009 è attivo a ProSiebenSat.1 Media. È attivo come giornalista e commentatore per la UEFA Champions League e la UEFA Europa League (dal 2012 solo quest'ultima) nelle emittenti Sat.1 e Kabel eins (dal 2012 esclusivamente con quest'ultima).
| Controllo di autorità | VIAF (EN) 4167158491035911920004 · GND (DE) 1206543906 |